# Crvena Jabuka (band)
Crvena Jabuka, dat letterlijk vertaald Rode Appel betekent, is een pop-rockband die in 1985 in Sarajevo, Bosnië en Herzegovina (toen nog Joegoslavië) werd opgericht en sindsdien erg populair is. Ze maakten ook onderdeel uit van een muzikale beweging die zich zelf de New Primitives noemde. Deze ontstond in Sarajevo in de jaren 80 van de vorige eeuw.
Door de jaren heen is de opstelling in de band vaak veranderd. In de samenstelling van nu zijn maar twee leden aanwezig die ook daadwerkelijk de band hebben opgericht: drummer Darko Jelčić, en zanger Dražen Žerić-Žera. De laatste speelde in het begin keyboard, maar is de hoofdzang gaan doen nadat Dražen Ričl in een tragisch auto-ongeluk om het leven kwam. In dit ongeluk kwam ook de toenmalige bassist van de band, Aljoša Buha, om het leven.
Ter nagedachtenis aan de twee overleden bandleden werd er een concert in Sarajevo gehouden. Hier traden bekende artiesten op en de band zelf sloot het concert af.
Tot aan het uiteenvallen van Joegoslavië was Bosnië en Herzegovina de thuisbasis van de band. Begin jaren 90 zijn ze naar Kroatië verhuisd. Hier hebben ze na de oorlog hun carrière nieuw leven ingeblazen.

## Discografie

### Albums
- Crvena Jabuka (Rode Appel) 22 maart 1986
- Za sve ove godine (Voor al deze jaren), 1987
- Sanjati (Dromen) 6 juni 1988
- Tamo gdje ljubav počinje (Daar waar liefde begint), januari 1989
- Nekako s' proljeća (Hoe dan ook in de lente), 1991
- U tvojim očima (In jouw ogen) 17 november 1996
- Svijet je lopta sarena (De wereld is een kleurige bal), 1998
- Sve sto sanjam (Alles wat ik droom), 2000
- Tvojim zeljama voden (Geleid door jouw wensen), 2002
- Oprosti sto je ljubavna pjesma (Vergeef me voor dit liefdeslied), 2005
- Duša Sarajeva (De ziel van Sarajevo), 2007
- Volim Te (Ik hou van jou), 2009

### Live-albums
- Uzmi me (kad hoćeš ti) Neem me(wanneer je wilt) 1990
- LIVE 1998
- Riznice sjećanja-unplugged (Stukjes van herinneringen) 1999

### Compilaties
- Ima nešto od srca do srca (Er is iets van hart tot hart) 1993
- Moje najmilije (Mijn allerliefste) 1996
- Antologija (Antologie) 2003
- Zlatna Kolekcija (De gouden collectie) 2005